# Fatsia oligocarpella
Espèce
Synonymes
- Boninofatsia oligocarpella (Koidz.) Nakai[2]
- Boninofatsia wilsonii Nakai[2]
- Fatsia wilsonii (Nakai) Makino & Nemoto[2]

Fatsia oligocarpella est une espèce de plantes à fleurs de la famille des Araliaceae.

## Description
Fatsia oligocarpella, originaire des îles Bonin, diffère de Fatsia japonica par les lobes des feuilles qui sont moins grossièrement dentées, mais il est par ailleurs très similaire. Il est naturalisé à Hawaï.